# Dżabal al-Auras
Dżabal al-Auras (arab. جبال الأوراس Jabal al-Awrās, fr. Aurès) – masyw górski w północno-wschodniej Algierii, stanowiący część Atlasu Saharyjskiego. 
Najwyższym szczytem masywu jest Dżabal asz-Szilja (2328 m n.p.m.), zimą pokryty śniegiem. Wysokie partie gór porastają lasy sosnowe, cedrowe oraz dębowe, niżej ustępując kserofitom.
Głównym miastem w regionie jest Batina. Na terenie gór znajdują się liczne ruiny pochodzące z czasów rzymskich, m.in. w Timkadzie i Tazulcie.
Dżabal al-Auras zamieszkany jest przez koczownicze i półkoczownicze plemiona beduińskie i berberyjskie, zajmujące się hodowlą owiec i kóz. W dolinach uprawiane są zboża.